# フォーリーブス・郷ひろみ ジョイントリサイタル
『フォーリーブス・郷ひろみ ジョイントリサイタル』（フォーリーブス・ごうひろみ ジョイントリサイタル）はフォーリーブスと郷ひろみのライブアルバム。
1974年9月5日にCBS・ソニー（現：ソニー・ミュージックレーベルズ）から発売された。

## 概要
ジャニーズ事務所の自主制作盤。シリアルナンバー入りの2枚組LP。 郷ひろみ、八田英士、ジャニーズ・ジュニア（9人ジュニア）との共演盤で、同年5月3日に大阪フェスティバルホールで行われたコンサートの模様を収録。 同年9月5日にCBSソニーレーベルから再発売。
2022年時点で未CD化。（なお北公次のソロ曲「フリー・ミー」はCD-BOX 『フォーリーブス 1968-1978』にCD化）

## 収録曲
□がフォーリーブス、☆が郷ひろみ
Vol.1 A面
1. ハイウェイ・スター ☆
2. アイ・ウォント・トゥ・テイク・ユー・ハイヤー ☆
3. モナリザの秘密 ☆
4. アー・ユー・ロンサム・トゥナイト ☆
5. ゲット・レディ □
作詞・作曲:ROBINSON WILLIAM (JUN)、ROBINSON SMOKEY/作品コード:0G0-7980-0
6. サンキュー □
作詞・作詞:STEWART SYLVESTER、STONE SLY/作品コード:0T1-1700-6
7. ライヤー □
作曲:BALLARD RUSSELL GLYN/作品コード:0L0-2672-8
8. 光なき夜明け ☆
9. ファイアー・ボール ☆

Vol.1 B面
1. フォーリーブスのテーマ □
2. ピース・オブ・マインド □
作品コード:0V5-7229-1
3. ごあいさつのうた
4. 別れないでおくれ （八田英士ソロ）
5. ある日曜日の出来事 ☆（作曲：西郷輝彦。田原俊彦が後にカバー）
6. アクエリアス ～ レット・ザ・サンシャイン・イン （全員）

Vol.2 A面
1. ミスター・ボージャングル （青山ソロ）
2. あなたの瞳に恋してる （おりもソロ）
3. レイル・ロード （江木ソロ）
4. ジュライ・モーニング ☆
5. （トークコーナー）

Vol.2 B面
1. フリー・ミー （北ソロ）
作詞・作曲：Mike Leander、Mark London/作品コード:0F0-8590-3
2. 花とみつばち ☆
3. ヘイベイビー □
4. アイ・ウォント・ユー・バック
5. 新しい冒険 □
6. ジャンピン・ジャック・フラッシュ
作詞・作曲:JAGGER MICK、RICHARDS KEITH/作品コード:0J0-0879-0
7. サヨナラ

作詞:RIVAT JEAN MICHEL FRANCK、THOMAS FRANCK/作曲:REVAUX JACQUES/作品コード:0S0-0519-1